# Tinto Brass
Pour les articles homonymes, voir Brass (homonymie).
Tinto Brass est un réalisateur italien, né à Milan le 26 mars 1933.
Après avoir débuté dans le cinéma en tant qu'archiviste à la Cinémathèque française et assistant de Joris Ivens, Alberto Cavalcanti et Roberto Rossellini, il a développé dans les années 1960 et 1970 un style très personnel et avant-gardiste, qui l'a conduit dans les années 1980 à réaliser des films directement provocateurs, entre pornographie et esthétisme. Fasciné par l'érotisme, il abandonne, à partir des années 1990, la plupart des thèmes qu'il avait précédemment développés, pour se consacrer exclusivement au tournage de nombreuses œuvres intimes, caractérisées par une photographie et un montage rapide et des scénarios humoristiques et déconcertants. Il est considéré comme le maître du cinéma érotique italien.
Brass est principalement connu pour la réalisation du film culte Caligula (1979), bien qu'il n'ait pas été d'accord avec les changements et les scènes additionnelles apportés par le producteur Bob Guccione, ce qui l'a poussé à refuser d'être crédité en tant que réalisateur du film ; il n'est mentionné au générique qu'en tant que chef opérateur.

## Biographie

### Jeunesse
De son vrai nom Giovanni Brass, il naît dans une famille où l'art et la culture du droit étaient largement diffusés ; C'est son oncle le peintre Italico Brass qui l'appelait Tintoretto, lui donnant ainsi l'idée de son pseudonyme : Tinto. Après avoir épousé une riche femme russe (Lina Rebecca) en 1895, Italico a déménagé de Gorizia à Venise, en y achetant l'Abbazia della Misericordia. C'est là qu'il a exposé ses propres œuvres et celles d'autres artistes, qu'il a progressivement accumulées par des achats et des échanges d'œuvres d'art. Le père de Tinto - et de ses trois frères - était Alessandro Brass ; élève de Francesco Carnelutti, il était l'un des avocats pénalistes les plus prospères de Venise. Né à Milan, Tinto a grandi à Venise et s'est inscrit en 1951 à la faculté de droit de l'université de Padoue ; quatre ans plus tard, il a obtenu l'autorisation d'étudier à l'université de Ferrare, où il a obtenu son diplôme en 1957 avec une thèse sur les « relations de travail avec les sociétés de production cinématographique », sous la direction de Carlo Lega.
Passionné de cinéma plus que de droit, il travaille à la fin des années 1950 comme archiviste à la Cinémathèque française, dans l'atmosphère de la Nouvelle Vague naissante. Il retourne en Italie comme assistant-réalisateur auprès d'Alberto Cavalcanti et de Joris Ivens pour le film L'Italie n'est pas un pays pauvre.

### Débuts au cinéma
Déjà assistant de maîtres du cinéma aussi réputés que son idole Federico Fellini, Roberto Rossellini ou Joris Ivens, il fait ses débuts de réalisateur en 1963 avec le long métrage In capo al mondo (litt. « Au bout du monde »), un apologue sur le malaise de la jeunesse influencé par la Nouvelle Vague, dont il a également écrit le scénario et assuré le montage. Usant d'une sorte d'« anarchisme humoristique », le film raconte les difficultés d'un jeune homme qui a du mal à s'intégrer dans la société : cette intolérance à l'égard du pouvoir et de ses institutions n'est pas appréciée par la censure de l'époque, qui le pousse à remanier le film à partir de zéro. En réponse, Brass a seulement changé le titre en Chi lavora è perduto (Qui travaille est perdu), rendant le message socio-politique encore plus patent.
En 1964, il co-réalise avec Luigi Comencini et Mauro Bolognini le film à sketches La mia signora. Puis il met en scène la fable de « science-fiction » La Soucoupe volante. Ces deux film mettent en vedette le couple Silvana Mangano et Alberto Sordi. En 1966, Brass s'essaie au western spaghetti avec Yankee, dont la distribution est notamment composée des Français Philippe Leroy et Jacques Herlin. Le réalisateur adopte avec ses films suivants des formes d'expression plus intimes : le « polar pop » En cinquième vitesse (1967) avec Jean-Louis Trintignant, L'urlo (1968), et Nerosubianco (1969) dont l'affiche, écrivant en lettres majuscules les lettres de la deuxième à la cinquième, crée un jeu de mots emblématique : nEROSubianco ; il est suivi de Dropout (1970), avec Vanessa Redgrave et Franco Nero, et de La vacanza (1971), un film brésilien non-érotique. Brass raconte que Nerosubianco l'a tellement rendu populaire aux États-Unis que Warner Bros. a décidé de lui confier la réalisation de l'adaptation cinématographique de L'Orange mécanique ; cependant, Brass voulait d'abord terminer L'urlo et il a donc perdu le contrat au profit de Stanley Kubrick.

### Vers l'érotisme
Le sexe et son rapport particulier avec le pouvoir et l'argent deviennent un thème central dans Salon Kitty (1976), un film imprégné d'ambiances rappelant celles de Luchino Visconti et de Liliana Cavani. Le succès de ce film amène Bob Guccione, propriétaire de Penthouse, à choisir Tinto Brass pour une adaptation à gros budget du Caligula de Gore Vidal ; Brass y injecte de même ses réflexions sur le pouvoir et l'argent et refuse d'inclure les séquences voulues par Guccione ; il est finalement mis à la porte par la production. Bien que désavoué par Brass, ce film reste la plus célèbre de ses œuvres. Une propension au grotesque caractérise Action (1980), une réflexion moqueuse et autobiographique sur la relation entre l'art et la pornographie.

### La Clefet le cinéma érotique

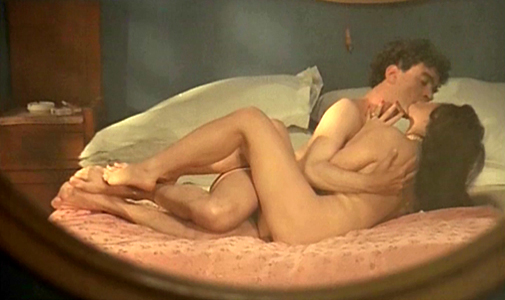
Franco Branciaroli et Stefania Sandrelli dans La Clef (1983).

Décidant d'abandonner le cinéma « sérieux » comme il l'appelle, pour se consacrer au cinéma érotique, Brass tourne en 1983 La Clef avec Stefania Sandrelli, d'après le roman du même nom de l'écrivain japonais Jun'ichirō Tanizaki, s'orientant progressivement vers un traitement plus désinvolte des tabous de l'érotisme. Ce film, qui a rencontré un bon succès auprès du public et de la critique, a fait entrer Tinto Brass dans l'Olympe de ce genre cinématographique, mais il en a fait une figure très controversée, notamment auprès des féministes, qui lui reprochent une certaine considération de la femme comme objet, et des classes sociales plus traditionalistes. Un parfum de scandale accompagne également Miranda (1985) avec Serena Grandi, une réinterprétation de La locandiera de Carlo Goldoni, et Vices et Caprices (1987) avec Francesca Dellera.
En 1988, Brass réalise Snack Bar Budapest avec Giancarlo Giannini et Philippe Léotard (d'après le roman homonyme de Marco Lodoli et Silvia Bre), faisant ainsi une pause dans le genre érotique. Ce drame noir,, a reçu de bonnes critiques, mais n'a pas eu de succès commercial.
Le retour à un érotisme plus prononcé se fait avec Paprika (1991), qui lance Debora Caprioglio, et Così fan tutte (1992) avec la nouvelle venue Claudia Koll. Les polémiques graveleuses et les controverses animées provoquées par ses longs métrages ont contribué à rendre ses actrices principales célèbres.

### Adaptations de Moravia et Reyes
Il met en scène un autre film érotique en 1994, Le Voyeur, librement inspiré d'un roman d'Alberto Moravia. Entre-temps, en 1993, Brass avait commencé le tournage de Tenera è la carne, adapté du roman Le Boucher de l'écrivaine française Alina Reyes. Après quelques jours de tournage, le film s'est arrêté en raison du décès du producteur. Les droits ont été achetés par la société de production Rodeo Drive et en 1994, Brass a écrit le scénario du film Lola e il macellaio avec l'écrivain Alda Teodorani : l'histoire d'une fille qui ne veut pas perdre sa virginité. Alba Parietti a été contactée pour jouer le rôle de la protagoniste, mais en raison de désaccords entre l'actrice et Brass, la réalisation de Il macellaio a été confiée à Aurelio Grimaldi avec un autre scénario,. Brass a ensuite réutilisé de nombreuses scènes dans son film suivant, Monella (1998). Brass tourne ensuite la comédie érotique autobiographique La Boîte à fantasmes de Tinto Brass (1995) dans laquelle il est également acteur, comme dans beaucoup de ses films.

### Les années 2000

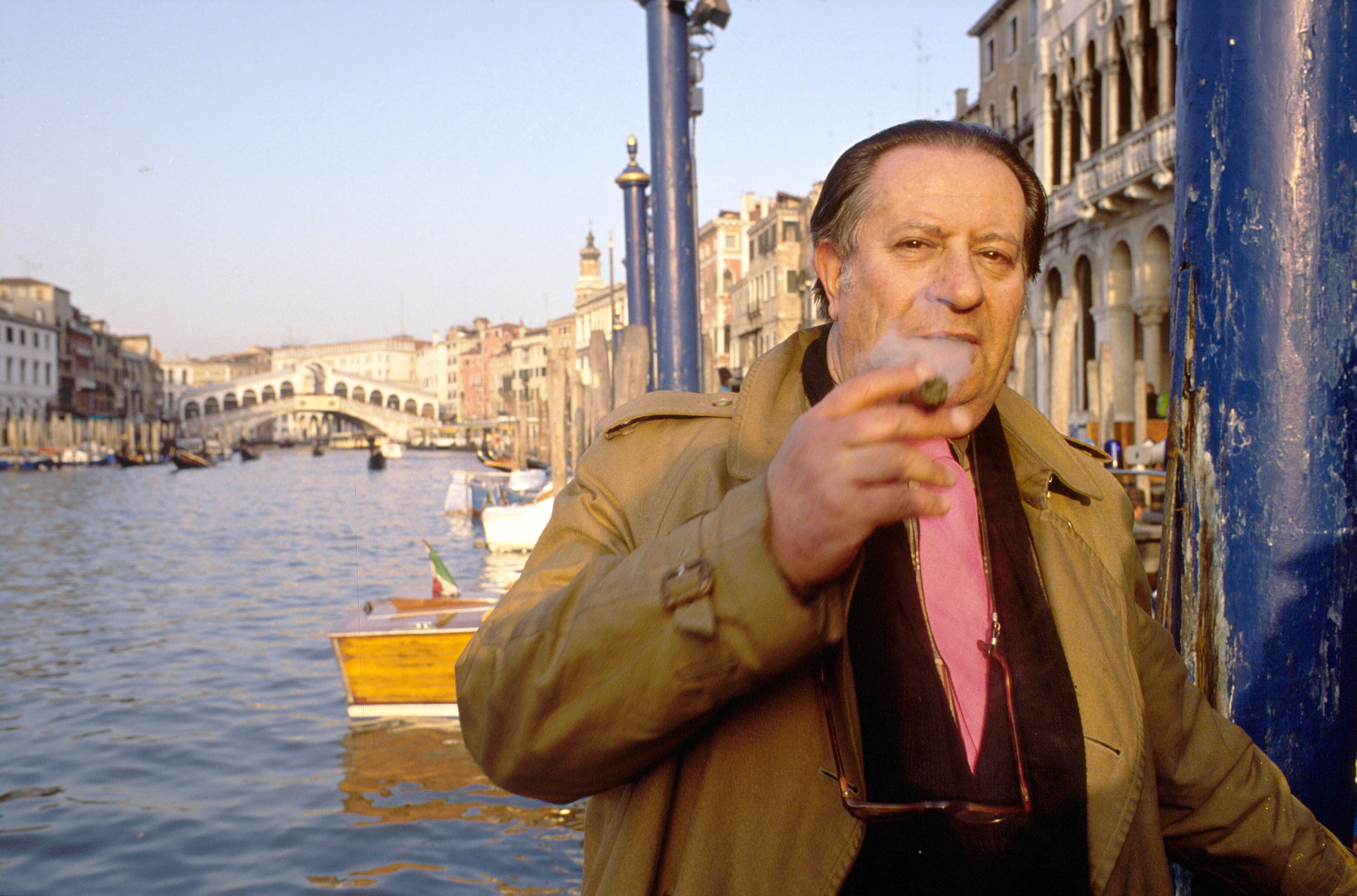
Tinto Brass à Venise en 1990.

Tra(sgre)dire (2000) et Senso '45 (2002) avec Anna Galiena, une réinterprétation érotique, située à Venise en 1945, de la nouvelle Senso de Camillo Boito, dont Luchino Visconti avait tiré un film homonyme en 1954.
En 2002, la Cinémathèque française lui rend hommage, avec « Éloge de la chair ».
A 70 ans, il tourné Fallo! (2003), un film à sketches inspiré des contes de Boccace qui, en termes d'intrigue, ne diffère pas beaucoup des autres. La suite, Monamour (2005), est sortie en DVD l'année suivante.
En 2009, Tinto Brass a présenté sa réinterprétation théâtrale de Don Juan à Rome, qui se déroule dans la Venise des années 1930. En outre, à l'occasion d'une rétrospective qui lui est consacrée, il a présenté Hotel Courbet à la Mostra de Venise, un court-métrage de 18 minutes en hommage au peintre Gustave Courbet, qui devait faire partie d'une série télévisée pour Sky Italia, Il favoloso mondo di Tinto Brass (litt. « Le monde fabuleux de Tinto Brass ») : le protagoniste devait être incarné par l'actrice Caterina Varzi. Une tentative similaire avait déjà eu lieu dix ans auparavant, lorsque Tinto Brass avait supervisé la série Corti circuiti erotici (it).
Le 18 avril 2010, Tinto Brass a été hospitalisé dans le service de neurochirurgie de l'hôpital de Vicenza, en raison d'une hémorragie cérébrale. Le réalisateur s'est rétabli dans les mois qui ont suivi.
En 2013, le documentaire Istintobrass, réalisé par son collaborateur de longue date Massimiliano Zanin, a été présenté à la 70e Mostra de Venise. À cette occasion, le réalisateur annonce la réalisation de son projet mûrit de longue date Ziva, l'isola che non c'è (litt. « Ziva, le pays imaginaire ») avec Caterina Varzi.

## Autres activités
Tinto Brass a également collaboré avec le magazine Penthouse. En 1964, il réalise son seul documentaire politique : Ça ira. Il a également officié en tant qu'acteur dans La donna è una cosa meravigliosa de Mauro Bolognini (1964), Lucignolo (it) de Massimo Ceccherini (1999), La rabbia de Louis Nero et Il nostro messia (it) de Claudio Serughetti (2008), et Impotenti esistenziali de Giuseppe Cirillo (2009).
En janvier 2000, il a écrit la préface de l'ouvrage de Malisa Longo, Così come sono (Edizioni Pizzonero).
Il a présenté en septembre 2006, à Naples, un livret d'une trentaine de pages : Elogio del culo. Selon lui, le livret « ...se vend comme des petits pains [...] Sur les sites de vente aux enchères sur Internet, il est passé de 3,90 euros à 15 euros... ».
En décembre 2012, il a écrit la préface du livre de Federica Tommasi, Sette piccoli racconti erotici (litt. « Sept petits contes érotiques ») pour E.F. Edizioni.

### Vie privée

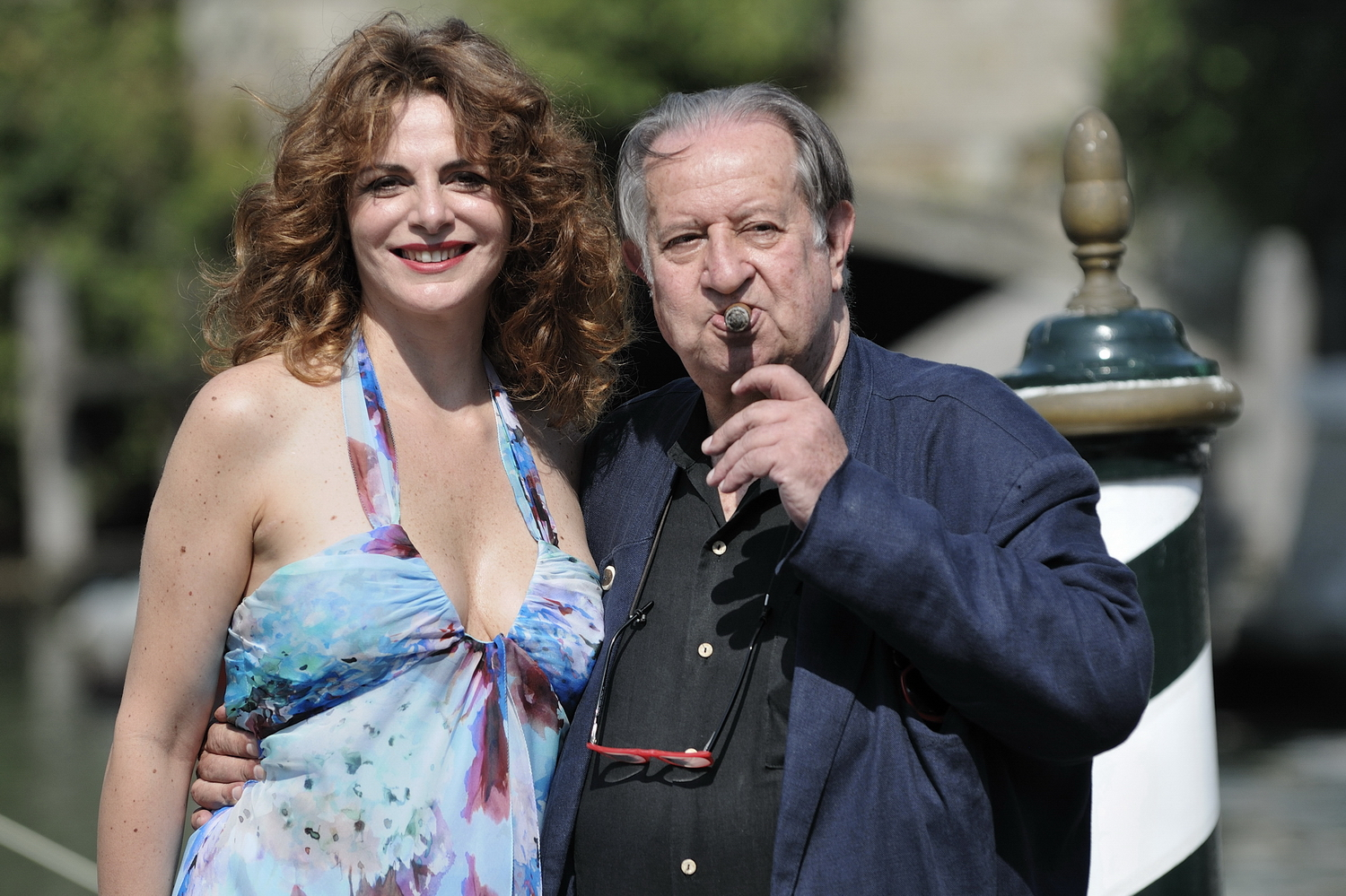
Tinto Brass et Caterina Varzi à la Mostra de Venise 2009.

Tinto Brass était marié à la scénariste et collaboratrice Carla Cipriani, décédée en 2006, avec qui Brass a eu deux enfants, Beatrice et Bonifacio. Le 3 août 2017, à l'âge de 84 ans, Tinto Brass a épousé la psychanalyste, ex-avocate et actrice Caterina Varzi lors d'une cérémonie civile dans sa villa romaine. Ottavio Rosati, témoin de la mariée, et Varzi ont annoncé le mariage à l'issue de la pièce L'amore in piazza organisée dans le cadre du premier festival de psychologie de l'Ordine degli Psicologi del Lazio.

### Positionnement politique et religieux
Toujours proche des positions du Parti radical de Marco Pannella, Brass a annoncé en janvier 2010 sa candidature aux élections régionales dans les rangs de la liste Bonino Pannella en Vénétie et dans le Latium.
Tinto Brass se définit comme un « athée tranquille ».

## Filmographie

### En tant que réalisateur

#### Longs métrages
- 1963 : Qui travaille est perdu (Chi lavora è perduto)
- 1964 : Ça ira — (documentaire)
- 1964 : La mia signora, épisodes L'uccellino et L'automobile
- 1964 : La Soucoupe volante (Il disco volante)
- 1966 : Yankee
- 1967 : En cinquième vitesse (Col cuore in gola)
- 1968 : L'urlo
- 1969 : Nerosubianco
- 1970 : Dropout
- 1971 : La vacanza
- 1975 : Salon Kitty ou Les Nuits chaudes de Berlin
- 1979 : Caligula (Caligola)
- 1980 : Action
- 1983 : La Clef (La chiave)
- 1985 : Miranda
- 1987 : Vices et Caprices (Capriccio)
- 1988 : Snack Bar Budapest
- 1991 : Paprika
- 1992 : Così fan tutte
- 1994 : Le voyeur (L'uomo che guarda)
- 1995 : La Boîte à fantasmes de Tinto Brass (Fermo posta Tinto Brass)
- 1997 : Monella
- 2000 : Tra(sgre)dire
- 2002 : Senso '45
- 2003 : Fallo!
- 2005 : Monamour

#### Courts métrages
- 1960 : Spatiodynamisme
- 2008 : Kick the Cock
- 2009 : Hotel Courbet
- 2009 : I Miss Sonia Henie

### En tant qu'acteur
- 1964 : La donna è una cosa meravigliosa de Mauro Bolognini
- 1999 : Lucignolo (it) de Massimo Ceccherini
- 1999 : Ultimo metrò, court-métrage d'Andrea Prandstraller : le trouble-fête
- 2008 : La rabbia de Louis Nero
- 2008 : Il nostro messia (it) de Claudio Serughetti
- 2009 : Impotenti esistenziali de Giuseppe Cirillo
- 2012 : Canepazzo de David Petrucci

## Distinctions
- Mostra de Venise 1971 : Meilleur film italien pour La vacanza[25]
- Mostra de Venise 2008 : président du jury du Queer Lion

## Publications
- (it) Francesco Longo et Tinto Brass, Col cuore in gola, Panda, 1967
- (it) Riccardo Bernardini et Tinto Brass, Donne fatali, Neo Noir, Stampa Alternativa, 1995
- Monella, la storia di un'iniziazione amorosa, Marsilio, 1998
- Senso 45, Gremese, 2002
- (it) Tinto Brass et Mario Gagliardotto, Il cinema secondo Brass, Il fiorino, 2005
- Elogio del culo, Pironti, 2006
- Elogio della donna erotica, Pironti, 2008
- (it) Tinto Brass et Caterina Varzi, Madame Pipì, Bompiani, 2014
- (it) Tinto Brass et Caterina Varzi, Una passione libera, Marsilio, 2021